# 西露天街道
西露天街道，是中华人民共和国内蒙古自治区赤峰市元宝山区下辖的一个乡镇级行政单位。

## 行政区划
西露天街道下辖以下地区：
平西街社区、平西南街社区、平西北街社区、福安社区和北七家社区。